# Metallica (àlbum)
Metallica, també conegut com a The Black Album, és el cinquè àlbum d'estudi de la banda estatunidenca de thrash metal Metallica. Va ser publicat el 12 d'agost de 1991, amb la producció de Bob Rock per Elektra Records.
El disc va vendre més de 500.000 unitats durant la primera setmana des de la seva publicació, i va esdevenir un èxit comercial, de fet, el més venut de la trajectòria de la banda. Va debutar en el número 1 de diversos països destacant les quatre setmanes consecutives al capdamunt de la llista Billboard 200. Estigué en la llista d'àlbums estatunidenca durant 328 setmanes, esdevenint un dels discs que més temps s'ha mantingut dins la llista, i fou certificat amb 16 discs de platí per la RIAA per haver superat els 16 milions de còpies venudes. La crítica d'arreu del món va valorar molt positivament aquest treball. L'any 2003, la revista Rolling Stone va situar l'àlbum en la 252a posició de la Llista dels 500 millors discs de tots els temps.

## Composició i producció
La majoria de cançons van ser compostes pel cantant i guitarrista James Hetfield i el bateria Lars Ulrich, ambdós compartien la composició de la música mentre que únicament Hetfield es va encarregar de les lletres. Tanmateix, diverses idees i conceptes utilitzats provenien dels altres dos components, Kirk Hammett i Jason Newsted, que també van fer alguna aportació en la composició. Les lletres eren més personals i introspectives a causa de confiança en si mateix que va adquirir Hetfield.
Aquest àlbum suposà un canvi en la direcció artística de Metallica evolucionant des del thrash metal dels treballs anteriors al heavy metal però amb un aire més comercial. A diferència de la majoria de bandes de heavy metal, Metallica va incorporar instruments poc usuals com al violoncel o directament una orquestra. La transició d'aquest treball també es va poder comprovar en l'estructura de les cançons, anteriorment eren llargues i complexes, i les noves eren més simples i permetien la seva emissió per ràdio amb més facilitat.
El provés de composició fou relativament ràpid, ja que durà uns dos mesos a mig 1990. La banda havia quedat força impressionada de la feina realitzada pel productor Bob Rock en l'àlbum Dr. Feelgood de Mötley Crüe, i van decidir contractar-lo per treballar en el seu següent disc. Abans d'acabar l'estiu ja tenia quatre demos gravades i a l'octubre ja van entrar a l'estudi One on One Recording Studios de Los Angeles per enregistrar tot l'àlbum sencer. Rock va imposar la seva forma de treballar per la producció del disc, canviant l'agenda i les rutines de treball, i va voler enregistrar totes les cançons en un mateix estudi. Malgrat que l'expectativa inicial feia suposar que aquest procés seria fàcil i ràpid, ràpidament van aparèixer les primeres discussions i problemes amb la banda sobre diversos aspectes de l'àlbum. A causa del perfeccionisme del productor i de la banda, l'àlbum fou remesclat en tres ocasions amb un cost superior al milió de dòlars. L'experiència fou decebedora per ambdues parts, i els problemes en la producció van afectar les vides personals dels músics, Ulrich, Hammett i Newsted es van divorciar de les respectives mullers durant aquesta època. Alguns membres van jurar no tornar a treballar amb Rock. Els ànims i la tensió d'aquesta època es pot comprovar en els documentals A Year and a Half in the Life of Metallica i Classic Albums: Metallica – Metallica. Finalment, algunes cançons es van enregistrar posteriorment als Little Mountain Sound Studios de Vancouver (Canadà). Malgrat les controvèrsies mostrades, Bob Rock i la banda van tornar a treballar junts en l'àlbum St. Anger (2003).
Els membres de la banda van discutir durant molt temps sobre el títol del nou disc, considerant inicialment Five (en anglès, cinc) o utilitzar el títol d'alguna de les cançons de l'àlbum, però finalment es van decidir pel mateix nom de la banda. La portada consisteix en un fons totalment negre amb el logo a la cantonada superior esquerra i una serp enrotllada derivada de la bandera de Gadsden a la cantonada contrària, ambdós amb un color gris fosc que no destaca gaire del fons. Per aquest motiu, aquest àlbum se'l coneix també com The Black Album (en català, l'àlbum negre).

## Promoció
La promoció de l'àlbum va començar formant part de la gira-festival internacional Monsters of Rock de 1991, la quarta ocasió que participaven en aquest festival. La primera gira pròpia de Metallica fou Wherever We May Roam Tour, que va incloure una actuació en el concert d'homenatge Freddie Mercury Tribute Concert acompanyats de John Deacon, Brian May i Roger Taylor de Queen, i Tony Iommi de Black Sabbath. Els concerts de 13 i 14 de gener de 1992 celebrats a San Diego van ser llançats posteriorment en un box set titulat Live Shit: Binge & Purge mentre que la gira i l'àlbum van ser documentats en A Year and a Half in the Life of Metallica.
La gira es va unir a Use Your Illusion Tour de Guns N' Roses per uns concerts determinats. En el celebrat a Mont-real el 8 d'agost de 1992, Hetfield va patir cremades de segon i tercer grau en diverses parts del cos a causa de la pirotècnia de l'escenari. Malgrat que la interpretació de Metallica es va aturar després d'aquest accident, Guns N' Roses va començar igualment el seu concert després. Hetfield va continuar la gira però només com a cantant, ja que no estava capacitat per tocar la guitarra, i el va substituir el tècnic John Marshall en la resta de concerts.
Els concerts realitzats a Ciutat de Mèxic entre febrer i març de 1993 durant la gira Nowhere Else to Roam van ser filmats i posteriorment llançats com a primer box set al novembre de 1993 amb el títol Live Shit: Binge & Purge. Casualment, allà van conèixer a Robert Trujillo que era integrant de Suicidal Tendencies, i que posteriorment acabaria formant part de Metallica. La darrera gira promocional del disc fou Shit Hits the Sheds, que acabà en una actuació al Woodstock '94 el 13 d'agost davant de 350.000 persones.
Finalitzades les gires promocionals, Metallica va interposar una demanda contra Elektra Records per tal de finalitzar el seu contracte amb la discogràfica i recuperar totes les seves gravacions originals, malgrat haver venut més de 40 milions de còpies arreu del món en deu anys, la banda seguia treballant sota els termes originals signats l'any 1984, pel qual només obtenien 14% dels beneficis aproximadament. Al desembre del mateix any, Warner Music Group va oferir a la banda un nou contracte molt més lucratiu que l'original a canvi de retirar la demanda. El gener de 1995, ambdues parts van arribar a un acord confidencial extrajudicial.

## Recepció
Metallica va rebre crítiques molt positives tant per part dels mitjans més especialitzats en música heavy metal com els més generalistes. Tanmateix, el principal motiu negatiu que coincidien els mitjans era que estaven redirigint el seu estil musical cap a la música més comercial, estaven abandonant la música metal i thrash dels seus orígens i que els havia fet grans per compondre música més lenta, menys complicada i menys dura.
Fou el primer treball de la banda en debutar al número u a la Billboard 200, llista estatunidenca de senzills, on va romandre un total de 282 setmanes, la novena marca més llarga de la història. Fou certificat amb un disc de platí tot just dues setmanes després de la seva publicació, i durant el 1997 va rebre la certificació de disc de diamant. Va acumular 16 discs de platí només als Estats Units després d'haver superat els setze milions de còpies venudes.
Arreu del món van acumular més de 30 milions d'unitats venudes en format físic. Va debutar al número u també al Regne Unit, certificat amb disc de platí per la BPI, i també va arribar al capdamunt en altres països com Austràlia, Alemanya, Suïssa, Canadà, Països Baixos, Suècia, Noruega i Nova Zelanda. Destaquen els 12 discs de platí de l'ARIA (Austràlia) o el disc de diamant de la CRIA (Canadà), entre altres països.
L'àlbum va rebre diverses premis i nominacions destacant el Grammy a la millor actuació de metal (1992). Aquest treball ha aparegut en les llistes dels millors àlbums de diverses publicacions internacionals, per exemple en la posició 252 de la Llista dels 500 millors discs de tots els temps segons Rolling Stone.

## Llista de cançons
Totes les lletres escrites per James Hetfield. 
| Núm.          | Títol                  | Música                                    | Durada |
| ------------- | ---------------------- | ----------------------------------------- | ------ |
| 1.            | «Enter Sandman»        | James Hetfield, Lars Ulrich, Kirk Hammett | 5:31   |
| 2.            | «Sad But True»         | Hetfield, Ulrich                          | 5:24   |
| 3.            | «Holier Than Thou»     | Hetfield, Ulrich                          | 3:47   |
| 4.            | «The Unforgiven»       | Hetfield, Ulrich, Hammett                 | 6:27   |
| 5.            | «Wherever I May Roam»  | Hetfield, Ulrich                          | 6:44   |
| 6.            | «Don't Tread on Me»    | Hetfield, Ulrich, Hammett                 | 4:00   |
| 7.            | «Through The Never»    | Hetfield, Ulrich, Hammett                 | 4:04   |
| 8.            | «Nothing Else Matters» | Hetfield, Ulrich                          | 6:28   |
| 9.            | «Of Wolf and Man»      | Hetfield, Ulrich, Hammett                 | 4:16   |
| 10.           | «The God That Failed»  | Hetfield, Ulrich                          | 5:08   |
| 11.           | «My Friend of Misery»  | Hetfield, Ulrich, Jason Newsted           | 6:49   |
| 12.           | «The Struggle Within»  | Hetfield, Ulrich                          | 3:55   |
| Durada total: | Durada total:          | Durada total:                             | 62:31  |

| 13.           | «So What?»    | Nick "Animal" Kulmer, Chris "Magoo" Exall, Clive "Winston" Blake | 3:09  |
| Durada total: | Durada total: | Durada total:                                                    | 65:40 |

## Posicions en llista
| Llista (1991) | Posició | Certificacions |
| ------------- | ------- | -------------- |
| Alemanya      | 1       | 1x Platí       |
| Austràlia     | 1       | 12x Platí      |
| Canadà        | 1       | 1x Diamant     |
| Estats Units  | 1       | 16x Platí      |
| França        | 53      | 1x Platí       |
| Espanya       | 49      |                |
| Japó          | 3       |                |
| Nova Zelanda  | 1       | 10x Platí      |
| Regne Unit    | 1       | 2x Platí       |

## Crèdits
Metallica
- James Hetfield: veu, guitarra rítmica, guitarra acústica ("The Unforgiven"), guitarra solista (només a «Nothing Else Matters»), sitar ("Wherever I May Roam")
- Kirk Hammett: guitarra solista
- Jason Newsted: baix, veus addicionals
- Lars Ulrich: bateria, percussió

Músics addicionals
- Michael Kamen – director d'orquestra (a «Nothing Else Matters»)

Producció
- Bob Rock, James Hetfield, Lars Ulrich – producció
- Randy Staub, Mike Tacci – enginyeria
- George Marino – masterització
- Metallica, Peter Mensch – concepte portada
- Don Brautigam – il·lustracions
- Ross Halfin, Rick Likong, Rob Ellis – fotografies